# Hydrellia americana
Hydrellia americana är en tvåvingeart som beskrevs av Cresson 1931. Hydrellia americana ingår i släktet Hydrellia och familjen vattenflugor. Inga underarter finns listade i Catalogue of Life.